# Síndrome de atrapamiento del nervio cutáneo abdominal
El síndrome de atrapamiento del nervio cutáneo abdominal, conocido también por las siglas ACNES (Abdominal Cutaneous Nerve Entrapment Syndrome), es una causa de dolor de abdomen recurrente que se origina por atrapamiento del nervio cutáneo abdominal cuando atraviesa el músculo recto abdominal en la cara anterior de la pared abdominal.  El diagnóstico puede sospecharse por la sintomatología y la localización del dolor, se confirma mediante la exploración física en la que se comprueba un signo de Carnett positivo. El tratamiento de elección es la infiltración con corticoides es el punto doloroso.

## Epidemiología
Se ha calculado que el 2% de los pacientes que acuden a un servicio de urgencia por un episodio de dolor abdominal presentan el síndrome de atrapamiento del nervio cutáneo abdominal.

## Fisiopatología
Los nervios cutáneos abdominales son las ramas terminales de los nervios intercostales T7-T12. Llegan a la pared abdominal anterior tras atravesar el músculo recto abdominal, para lo cual realizan un cambio brusco de dirección desde la profundidad a la superficie que supone un giro de 90 grados. Existen 6 puntos de salida a cada lado de la línea media del abdomen, en los márgenes externo de los músculos rectos abdominales.

## Causas
El síndrome de atrapamiento del nervio cutáneo abdominal (ACNES), está causado por el atrapamiento de ramas nerviosas terminales de los nervios intercostales torácicos (raíces 8-12), lo cual genera un dolor neuropático severo.
El atrapamiento de los ramos nerviosos puede ser ocasionado por presión intra o extra abdominal, así como isquemia, herniaciones en la zona abdominal o por cicatrización localizada.

## Clínica
Según datos clínicos el paciente presentará dolor abdominal crónico e hipersensibilidad, sobre la pared abdominal con un área delimitada por 2 cm de diámetro.
El síntoma de dolor suele aparecer en el borde lateral derecho del músculo recto anterior del abdomen, es un dolor de tipo localizado que puede ser agudo, sordo o quemante.
Los factores que pueden agravar la sintomatología del ACNES pueden ser un aumento de la tensión de la musculatura abdominal, presión sobre el lado afectado, sedestación.
Sin embargo, de acuerdo con la clínica y la semiología el signo de importancia para el diagnóstico de ACNES, es el signo de Carnett, una maniobra exploratoria sencilla basada en las observaciones clínicas.

## Diagnóstico
El diagnóstico puede realizar mediante la sintomatología y la localización del dolor, además puede confirmar mediante la exploración física a través del signo de Carnett, mismo que se realiza con el paciente en decúbito dorsal, localizando el área dolorosa abdominal.
Se ejerce presión con el dedo sobre el punto doloroso, haciendo que el paciente contraiga la musculatura abdominal, realice una flexión de la cabeza y el tronco. de tal forma que el signo de Carnett será positivo.

## Tratamiento
El tratamiento de elección es la infiltración con corticoides en el punto doloroso.